# Ганна Вайнер
Ганна Адель Вайнер (англ. Hannah Adelle Weiner, до шлюбу Файнґолд, англ. Finegold, 4 листопада 1928 — 11 вересня 1997) — американська феміністська поетеса, яку часто зараховують до поетів Мовиза помітне місце в поетиці цієї групи.

## Раннє життя та творчість
Народилася в Провіденсі, штат Род-Айленд, відвідувала класичну середню школу до 1946 року, а потім коледж Редкліфф. 1950 року здобула ступінь бакалавра, захистивши дисертацію про Ґрема Ґріна. Працюючи у видавництві, а потім в універмазі Bloomingdale's, вступила в шлюб та розлучилася через 4 роки. 
Почала писати вірші у 1963 році, хоча її перша збірка Вірші Маґрітта, названа на честь Рене Маґрітта, була опублікована у 1970 році. Вона не є показовою для її останньої роботи, будучи «в основному спробою Нью-Йоркської школи писати вірші у відповідь на картини Рене Магрітта». Протягом 1960-х вона також організовувала та брала участь у низці гепенінгів разом з іншими представниками нью-йоркської мистецької сцени, де вона жила деякий час. Серед них — Ганна Вайнер на роботі, «своєрідний день відкритих дверей, організований її роботодавцем, A.H. Schreiber Co., Inc.» та Поетичний вечір модних показів з Едуардо Коста, Джоном Перро, Енді Ворголом та іншими в «спільному інноваційному проєкті, який об'єднав концептуальне мистецтво, дизайн, поезію та перформанс».

## Зрілі роботи
На початку 1970-х Вайнер почала писати серію щоденників, які були частково результатом її експериментів з автоматичним письмом, а частково — наслідком її шизофренії. Джудіт Ґолдман стверджує, що політика та етика були центральними у розробленому нею способі письма, який вона назвала "ясновидницьким стилем", що використовував «слова та фрази, побачені ясновидінням», і що Вайнер виробила метод письма, який використовував "виключно ці побачені елементи". Ґолдман також зазначає, що "Вайнер не дозволяла поширювати жодного уявлення про себе, яке не враховувало б її статус ясновидиці." Вона вплинула на багатьох поетів-лінгвістів і була включена в антологію мовної поезії На американському дереві (під ред. Рона Сіллімана). Починаючи з книг Маленькі книжки/Індіанці (1980) та Говорив (1984), Вайнер займалася політикою корінних американців, зокрема Рухом американських індіанців та справою ув'язненого активіста Леонарда Пелтіера.
Інтерес до Вайнер продовжується й у XXI столітті: нещодавня публікація День відкритих дверей Ганни Вайнер (2007), "репрезентативна добірка, що охоплює десятиліття її поетичної творчості", була видана під редакцією Патріка Ф. Дурґіна, який надає огляд творчості Вайнер:
Вплив Ганни Вайнер простягається від нью-йоркського авангарду 1960-х років, де вона була частиною безпрецедентного злиття поетів, перформансистів та візуальних митців, серед яких Філіп Ґласс, Енді Воргол, Керолі Шнеман, Джон Перро, Девід Антін та Бернадетт Маєр. Як і її побратим Джексон Мак Лоу, вона стала важливою частиною поетів-лінгвістів 1970-х і 1980-х років, а її вплив сьогодні можна побачити у так званому Новому наративі, що походить із району затоки Сан-Франциско. Разом з іншими посмертними публікаціями її творчість обговорюють дослідники феміністичних студій, поетики та студій інвалідності. Але досі не існує репрезентативної добірки, яка б охоплювала її десятиліття поетичної творчості. «День відкритих дверей Ганни Вайнер» має на меті виправити цю ситуацію, представивши раніше не зібрані (і здебільшого ніколи не публіковані) роботи, зокрема, тексти перформансів, ліричні вірші під впливом ранньої Нью-Йоркської школи, оди та спогади про Мака Лоу і Теда Берріґана, а також пізніші твори у «клер-стилі».

### Опубліковані роботи
- Magritte Poems (написано у 1966, опубліковано у 1970)
- The Code Poems (написано у 1968, опубліковано у 1982)
- The Fast (написано у 1970, опубліковано у 1992)
- Clairvoyant Journal March–June Retreat (написано у 1974, опубліковано у 1978)
- New Wilderness Augiographics Cassette # NWAG 7710 - Readings from Clairvoyant Journals
- Little Books/Indians (написано у 1977–1980, опубліковано у 1980)
- Nijole's House (написано у 1980, опубліковано у 1981)
- Spoke (написано у 1981, опубліковано у 1984)
- Sixteen (написано у 1982, опубліковано у 1983)
- Written In/The Zero One (написано у 1984, опубліковано у 1985)
- Weeks (написано у 1986, опубліковано у 1990)
- Silent Teachers/Remembered Sequel (написано у 1989–91, опубліковано у 1993)
- Page (написано у 1990, опубліковано у 2002)
- We Speak Silent (написано у 1993–4, опубліковано у 1997)
- Hannah Weiner's Open House (опубліковано у 2007)

### Неопубліковані роботи
- Country Girl (написано у 1971)
- Pictures and Early Words (написано у 1972)
- Big Words (написано у 1973)
- Clairvoyant Journal January–February, July–November (написано у 1974)
- Little Girl Books (написано у 1976)
- Abazoo (написано у 1988)
- Seen Words with It (написано у 1989)
- The Book of Revelations (написано у 1989)
- Visions and Silent Musicians (написано у 1992)